# Fuente de la juventud

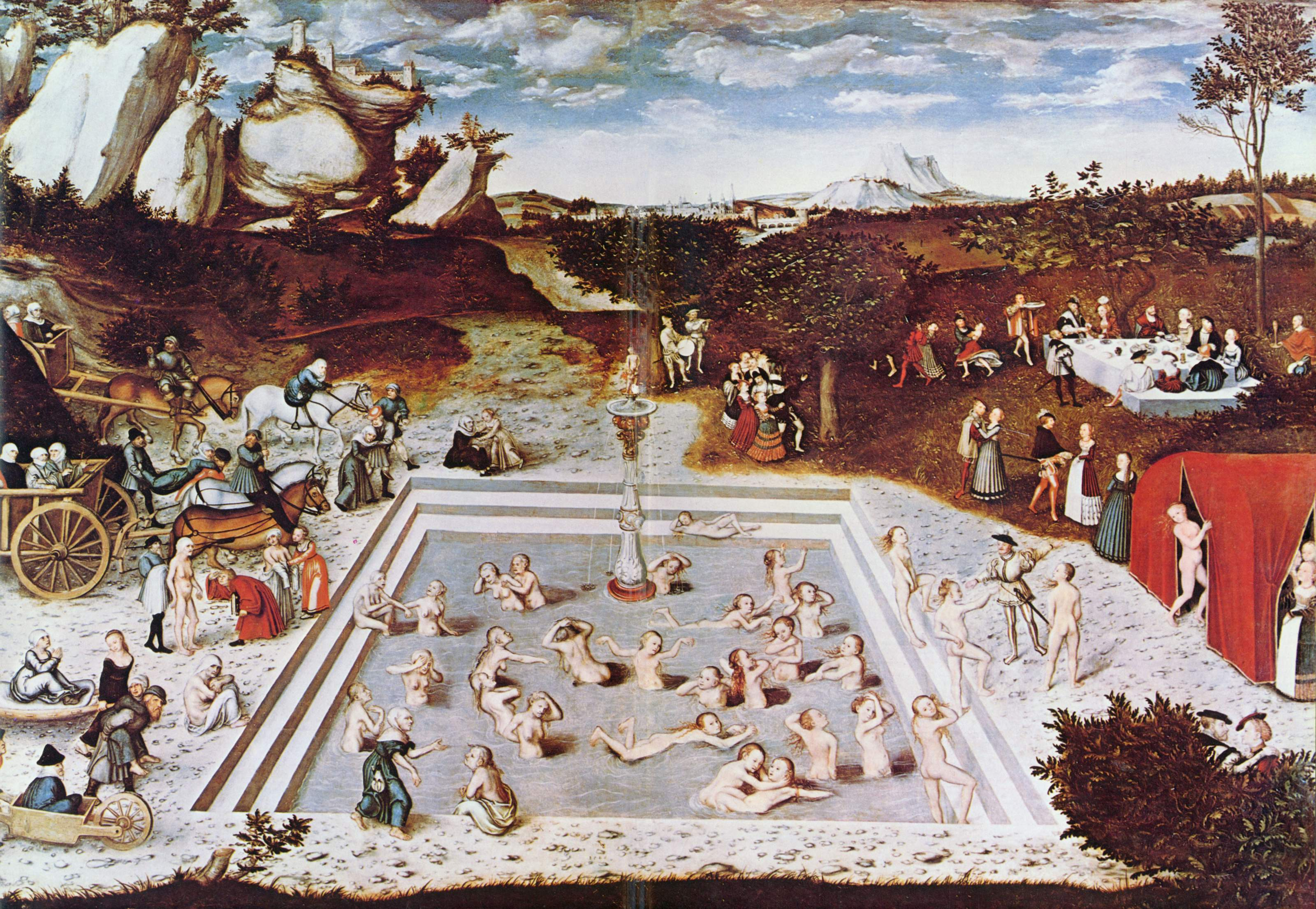
La fuente de la juventud por Lucas Cranach el Viejo.

La fuente de la juventud o a veces fuente de la eterna juventud, símbolo de la inmortalidad y la longevidad, es una legendaria fuente que supuestamente cura y devuelve la juventud a quienquiera que beba de sus aguas o se bañe en ellas. Durante miles de años se han contado historias sobre fuentes de este tipo en todo el mundo, apareciendo en los escritos de Heródoto (siglo V a. C.), en el romance de Alejandro (siglo III a. C.) y en las historias del Preste Juan (principios de las Cruzadas, siglos XI y XII d. C.). Historias sobre aguas similares también ocuparon un lugar destacado entre los habitantes del Caribe durante la Era de los Descubrimientos (comienzos del siglo XVI), que hablaban de los poderes restauradores del agua en la mítica tierra de Bimini. Basándose en estas numerosas leyendas, exploradores y aventureros buscaron la esquiva Fuente de la Juventud o algún otro remedio para el envejecimiento, generalmente asociado con aguas mágicas. Tales aguas podrían haber sido un río, un manantial o cualquier otra fuente de agua que, según se decía, revertía el proceso de envejecimiento y curaba enfermedades al beberlas o bañarse en ellas.
La leyenda se hizo especialmente prominente en el siglo XVI, cuando se le asoció con el explorador español Juan Ponce de León, el primer gobernador de Puerto Rico. Supuestamente Ponce de León estaba buscando la Fuente de la Juventud cuando viajó a la Florida en 1513. Cuenta la leyenda que los nativos le dijeron a Ponce de León que la Fuente de la Juventud estaba en Bimini.

## Primeras referencias

### Antigüedad
La primera referencia conocida del mito de una fuente de la juventud está en el tercer libro de las Historias de Heródoto (siglo IV a. C.). Allí comenta la entrevista entre el rey de Etiopía y los embajadores del rey persa Cambises II:

Tomando de aquí ocasión los Ictiófagos de preguntarle también cuál era la comida y cuán larga la vida de los etíopes, respondióles el rey, que acerca de la vida, muchos entre ellos había que llegaban a los 120 años, no faltando algunos que alcanzaban a más; en cuanto al alimento, la carne cocida era su comida y la leche fresca su bebida ordinaria. Viendo entonces el rey cuánto admiraban los exploradores una vida de tan largos años, los condujo él mismo a ver una fuente muy singular, cuya agua pondrá al que se bañe en ella más empapado y reluciente que si se untara con el aceite más exquisito, y hará despedir de su húmedo cuerpo un olor de viola finísimo y delicado. Acerca de esta rara fuente referían después los enviados ser de agua tan ligera que nada sufría que sobrenadase en ella, ni madera de especie alguna, ni otra cosa más leve que la madera, pues lo mismo era echar algo en ella, fuese lo que fuese, que irse a fondo al momento. Y en verdad, si tal es el agua cual dicen, ¿no se pudiera conjeturar que el uso que de ella hacen para todos los etíopes, hará que gocen los Macrobios de tan larga vida?
Heródoto, Historias. Libro III, XXIII

En el Evangelio de Juan se narra el episodio del estanque de Betesda, en Jerusalén, donde Jesús realiza el milagro de curar a un hombre lisiado. Sin embargo, aparte de la intervención de Jesús, el texto claramente indica que había previamente una creencia en las propiedades curativas de esas aguas, cuando un ángel, no identificado como de Dios, tocaba el agua e inducía a una práctica ritual de sumergirse en ellas; aunque solo el primero que llegaba al agua era sanado, y sólo ocurría de tiempo en tiempo.

1 Después de estas cosas había una fiesta de los judíos, y subió Jesús a Jerusalén.

2 Y hay en Jerusalén, cerca de la puerta de las ovejas, un estanque, llamado en hebreo Betesda, el cual tiene cinco pórticos.
3 En éstos yacía una multitud de enfermos, ciegos, cojos y paralíticos, que esperaban el movimiento del agua.
4 Porque un ángel descendía de tiempo en tiempo al estanque, y agitaba el agua; y el que primero descendía al estanque después del movimiento del agua, quedaba sano de cualquier enfermedad que tuviese.
5 Y había allí un hombre que hacía treinta y ocho años que estaba enfermo.
6 Cuando Jesús lo vio acostado, y supo que llevaba ya mucho tiempo así, le dijo: ¿Quieres ser sano?
7 Señor, le respondió el enfermo, no tengo quien me meta en el estanque cuando se agita el agua; y entre tanto que yo voy, otro desciende antes que yo.
8 Jesús le dijo: Levántate, toma tu lecho, y anda.

9 Y al instante aquel hombre fue sanado, y tomó su lecho, y anduvo. Y era día de reposo[a] aquel día.
Evangelio de San Juan, Cap. 5

### Medievo
Las versiones orientales de las Novelas de Alejandro cuentan la historia del «agua de la vida», que buscaba Alejandro Magno en compañía de su siervo. El sirviente en esa historia procede de las leyendas de Oriente Medio de Al-Khidr, una saga que aparece también en el Corán. Las versiones árabe y aljamiada de las Novelas de Alejandro fueron muy populares en España durante y después de la época musulmana y habrían sido conocidas por los exploradores que viajaron hacia América. 
También se mencionaba la fuente de la juventud en el Libro de las maravillas del mundo de Juan de Mandeville y en las obras sobre el Preste Juan.

### Leyendas similares
Hay también incontables fuentes indirectas de la leyenda. La inmortalidad como don aparece con frecuencia en las leyendas e historias de objetos, como la piedra filosofal, la panacea universal y el elixir de la vida, que son comunes por toda Eurasia y en otras regiones.

## Los arahuacos y la isla de Bimini
Las historias de los nativos americanos sobre la fuente curativa estaban relacionadas con la mítica isla de Bimini, un país de riqueza y prosperidad situado en algún lugar del norte, posiblemente en la ubicación de las Bahamas. Según la leyenda, los españoles supieron de Bimini gracias a los arahuacos de La Española, Cuba y Puerto Rico. Sequene, un jefe arahuaco de Cuba, al parecer había sido incapaz de resistir la tentación de Bimini y su fuente restauradora. Reunió a un grupo de aventureros y navegó al norte, para no volver jamás. Sus antiguos súbditos más optimistas decían que Sequene y sus seguidores habían encontrado la fuente de la juventud y vivían lujosamente en Bimini.
Bimini y sus aguas curativas eran temas muy difundidos en el Caribe. El cronista de origen italiano Pietro Martire d'Anghiera hablaba de ellos en una carta que escribió al papa en 1513, si bien no creía en estas historias y estaba consternado de que tantos otros sí lo hicieran.

## Ponce de León y Florida

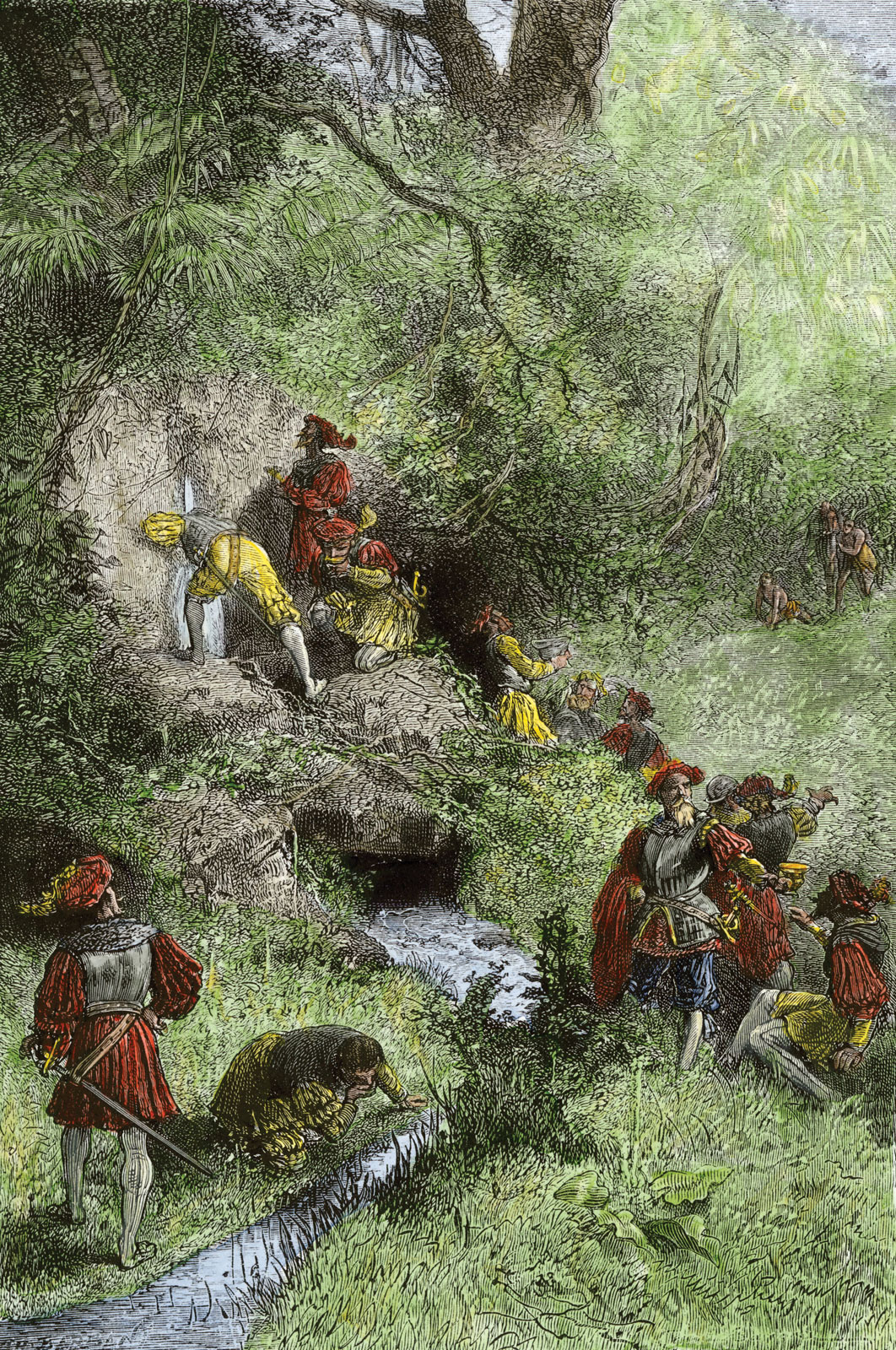
Juan Ponce de León y sus exploradores en Florida buscando la Fuente de la juventud, según una ilustración alemana del.

Se cuenta que el explorador español Juan Ponce de León oyó hablar sobre la fuente de la juventud a los nativos de Puerto Rico cuando conquistó la isla. Insatisfecho con su riqueza material, emprendió una expedición en 1513 para localizarla y descubrió el actual estado de Florida.
La historia es apócrifa: si bien Ponce de León pudo oír sobre la fuente de la juventud y creer en ella, su nombre no fue relacionado con la leyenda hasta después de su muerte. Tal relación aparece en la Memoria de Hernando de Escalante Fontaneda en 1575 y en la historia de España en el Nuevo Mundo de Antonio de Herrera y Tordesillas, basada en la obra de Fontaneda. Este había pasado 17 años como cautivo de los indios tras naufragar en Florida de niño. En su Memoria habla sobre las aguas curativas de un río perdido que él llama «Jordán» y sobre Ponce de León buscándolas. Sin embargo, Fontaneda deja claro que es escéptico sobre estas historias que incluye en su obras y dice que duda que Ponce de León buscase en realidad el arroyo cuando llegó a Florida.
Es Herrera quien hace tal relación definitiva en su idealizada versión de la historia de Fontaneda incluida en su Historia general de los hechos de los Castellanos en las islas y tierra firme del Mar Océano. Herrera afirma que los caciques nativos hacían visitas regulares a la fuente. Un frágil anciano se volvía tan completamente restaurado que podía reanudar «todos los ejercicios del hombre... tomar una nueva esposa y engendrar más hijos». Herrera añade que los españoles había examinado sin éxito cada «río, arroyo, laguna o estanque» de la costa de Florida buscando la legendaria fuente. Podría parecer que la historia de Sequene está igualmente basada en una distorsión de la obra de Fontaneda.